# Mesa de los Tres Reyes
La Mesa de los Tres Reyes (en aragonès Mensa d'os Tres Reis, en basc Hiru Erregeen Mahaia, en basc roncalès Iror Errege Maia i en occità gascó Taula deths Tres Reis) és la muntanya més alta de Navarra, amb una altitud de 2421 m i una prominència de 1114 m. El seu nom el deu al fet que el cim estava situat a la confluència dels antics regnes d'Aragó, Navarra i el Bearn.